# 鞍月
鞍月（くらつき）は、石川県金沢市の町名および地域名。一丁目から五丁目まである。郵便番号は920-8203。
1889年（明治22年）から1935年（昭和10年）までは石川郡鞍月村であった地域である。
金沢市北西部に位置している。

## 地理・概要
- 鞍月は、犀川と浅野川に挟まれた平野部の地域で、南北に石川県道60号金沢田鶴浜線（通称50m道路）が縦貫している。また、環状鞍月交差点で金沢外環状道路とも交差している。
- 一般的に鞍月地域は石川県道60号金沢田鶴浜線の西念交差点（国道8号・金沢バイパス）と金沢港交差点（石川県道8号松任宇ノ気線）間の沿線および周辺地域を指すことが多い。
- 2003年（平成15年）に、石川県庁舎が旧鞍月村地域に移転する前年の2002年10月26日に金沢市の町名として鞍月が採用された。

## 歴史
- 鞍月の由来は諸説あるとされているが、鎌倉時代以降に存在した鞍月荘（荘園、倉月荘が次第に変化）から命名したとする説が有力とされている。
- 古くから鞍月は湿地帯であり、鞍月用水や大野庄用水が貫流して水田耕作が盛んであった。
- 1889年（明治22年）に南新保・直江・大友・近岡・戸水・大友御供田の6村が合併して鞍月村が発足した。その後、1935年（昭和10年）に金沢市に編入合併してからは南新保・直江・大友・近岡・戸水の各大字は金沢市の町名としてそのまま継承され、大字大友御供田は御供田町に改称された。
- 1960年代以降は宅地化が進み、企業の進出が続いた。1970年（昭和45年）の金沢港開港、1976年（昭和51年）に石川県立中央病院の移転開院などが続き、1987年（昭和62年）から土地区画整理事業が進められてきた。

## 沿革
- 2002年（平成14年）10月26日 - 金沢市金沢西部地区土地区画整理事業及び金沢市鞍月土地区画整理事業の事業完了に伴い、南新保町・大友町・戸水町・御供田町・北町・無量寺町・畝田東4丁目・藤江北4丁目の各一部をもって成立[1]。

## 町名
※ここでは現在の鞍月地域（金沢市立鞍月小学校の通学区域）を表記する。
- 鞍月（くらつき）一丁目～五丁目
- 鞍月東（くらつきひがし）一丁目～二丁目
- 戸水町（とみずまち）、戸水（とみず）一丁目～二丁目
- 大友町（おおともまち）、大友（おおとも）一丁目～三丁目
- 直江町（なおえまち）、直江北（なおえきた）一丁目
- 直江東（なおえひがし）一丁目～二丁目、直江西（なおえにし）一丁目
- 直江南（なおえみなみ）一丁目～二丁目
- 御供田町（ごくでんまち）
- 近岡町（ちかおかまち）
- 南新保町（みなみしんぼまち）
- 湊（みなと）三丁目～四丁目（10番地～34番地、40番地～80番地に限る。）

## 周辺施設

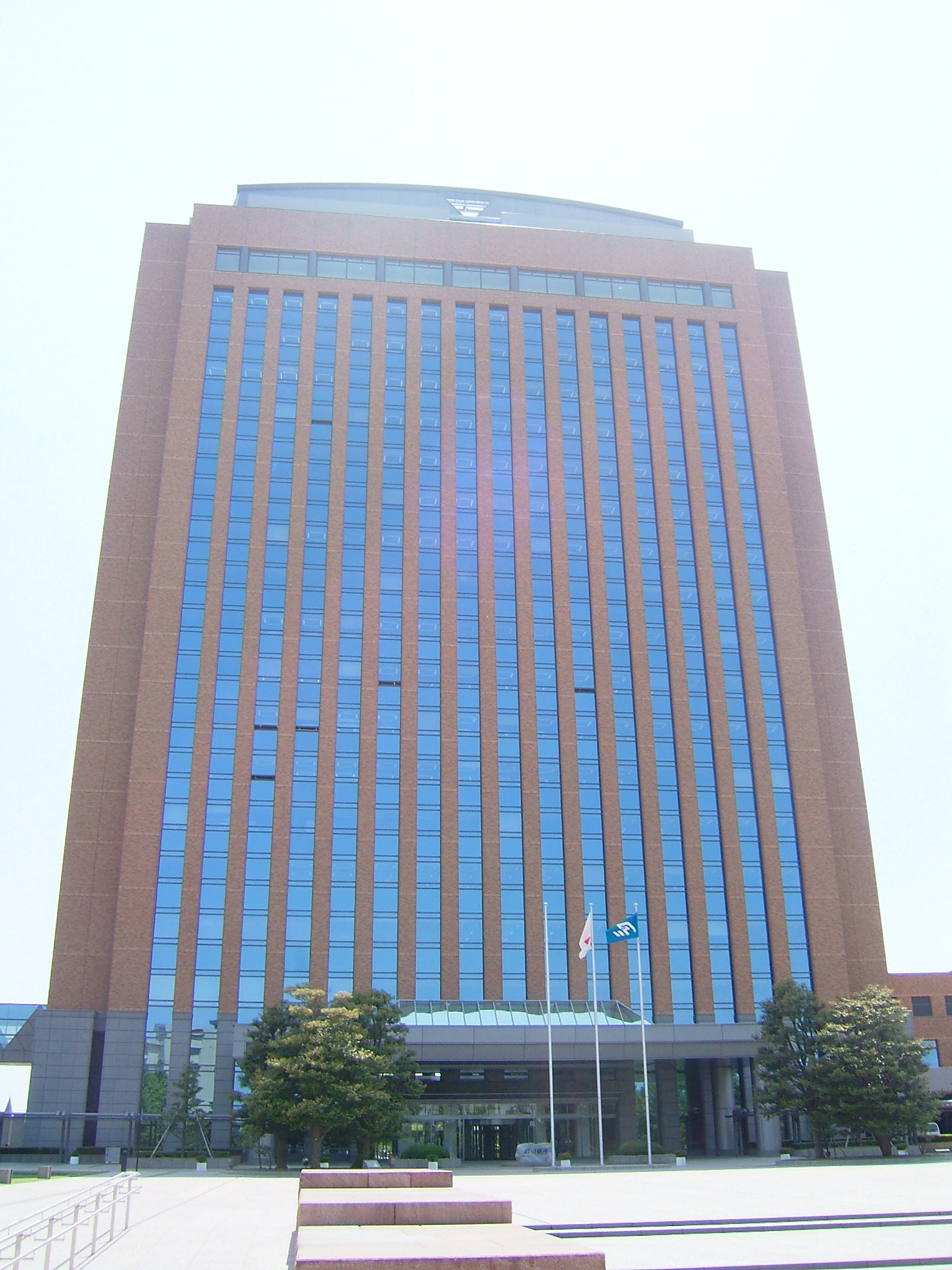
石川県庁

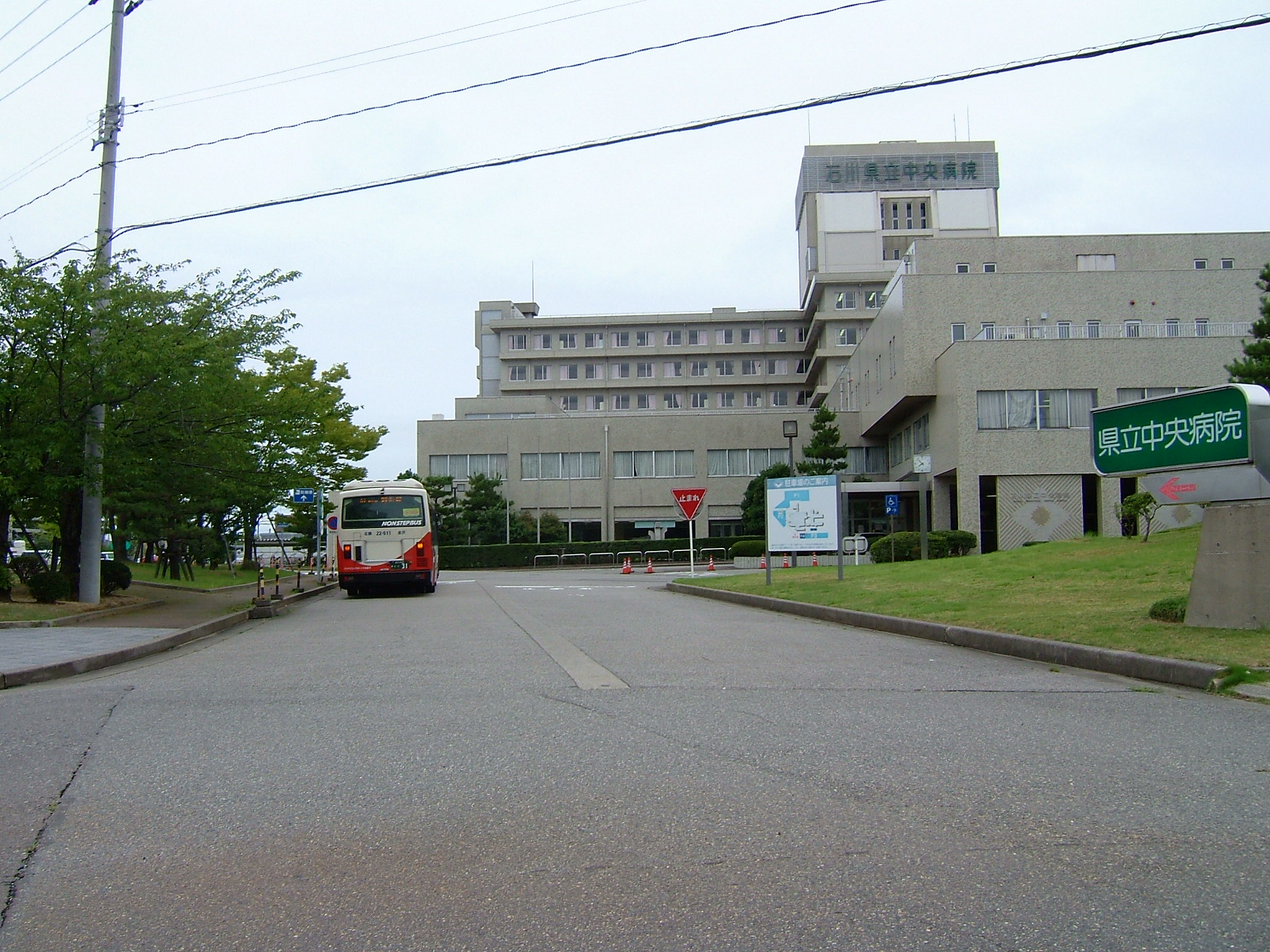
石川県立中央病院

行政
- 石川県庁舎
  - 石川県庁
  - 石川県警察本部
  - 石川県議会
- 石川県工業試験場
- 石川県地場産業振興センター
- 金沢西警察署鞍月交番
- 金沢港湾事務所
  - 金沢海上保安部

教育
- あけぼの保育園
- くら月保育園
- 金沢市立鞍月小学校
- 金沢市立港中学校

医療機関
- 石川県立中央病院
- 映寿会みらい病院
- 日本赤十字社石川県赤十字血液センター

商業施設
- 金沢ビーンズ
- 東京インテリア家具金沢店
- アピタタウン金沢ベイ

事業所
- 鞍月地域に本社を置く企業
  - 明祥
  - 石川コンピュータ・センター
  - マックスバリュ北陸

- 鞍月地域に営業拠点を置く企業
  - 積水ハウス
  - 大和ハウス工業
  - 大和リース
  - NTTドコモ
  - TOTO
  - 住友林業
  - セブン-イレブン金沢事務所

## 交通

### 道路
- 国道8号（金沢バイパス）
- 金沢外環状道路
- 石川県道8号松任宇ノ気線
- 石川県道60号金沢田鶴浜線

### バス
石川県庁の移転に合わせて、金沢市中心部からの「シティライナー」のほか、通勤時間帯には近郊各地とのダイレクト便の運行もしている。
- 北陸鉄道
- 北鉄金沢バス
- 北鉄奥能登バス